# Georgina Rizk

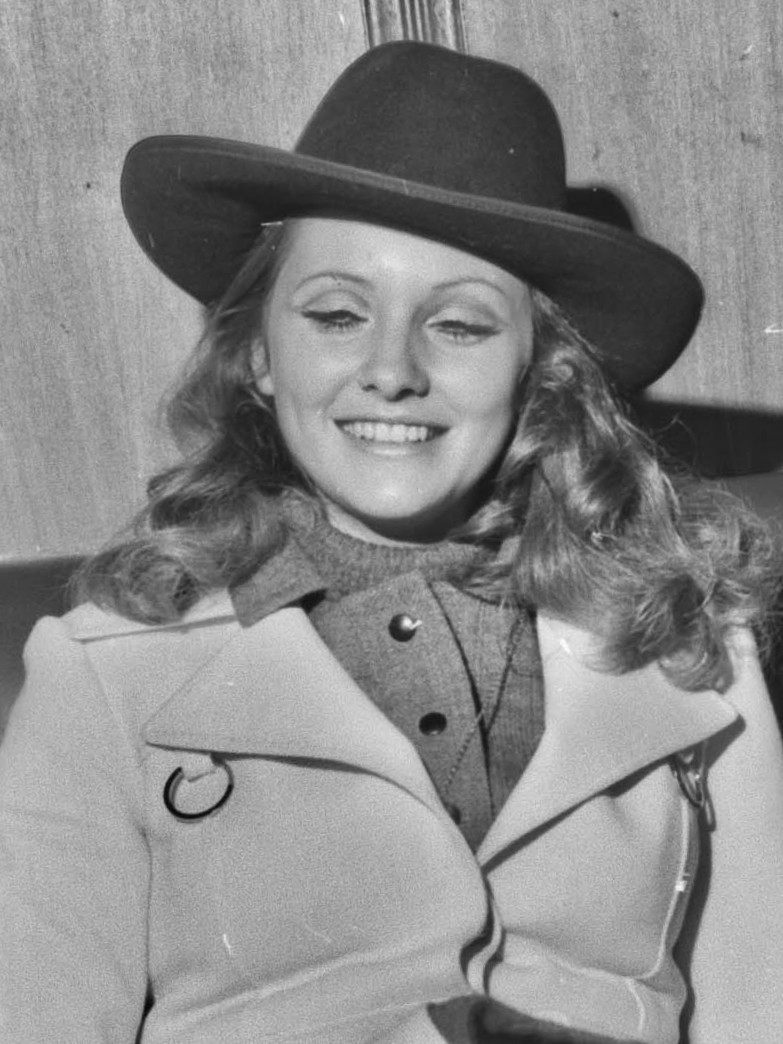
Georgina Rizk (1971)

Georgina Rizk (arabă جورجينا رزق‎,; n. 23 iulie 1953) este un fotomodel din Liban, ea fiind singura libaneză care a câștigat titlul de Miss Universe.
Rizk s-a născut în Beirut într-o familie creștină. Ea a fost încoronată ca Miss Universe în anul 1971, în Miami Beach, Florida, Statele Unite ale Americii. Rizk a fost prima femeie din Orientul Mijlociu și a patra femeie din Asia care a câștigat acest titlu.
Georgina a fost căsătorită în 1976 cu Ali Hassan Salameh, supranumit „Prințul Roșu”, un lider al organizației teroriste palestiniene Septembrie Negru, organizatorul și comandantul comandoului terorist care a atacat satul olimpic de la München, a răpit și a asasinat 11 sportivi israelieni participanți la Olimpiada de la München din august, 1972. 
Acesta a fost asasinat în 1979 la Beirut de către Mossad.